# Ciclovía Las Perdices
Las ciclovía Las Perdices tiene una extensión de 4.5 km y es de doble circulación de sentido de tránsito.
Se encuentra ubicada entre las avenidas Francisco Bilbao y José Arrieta en la comuna de La Reina. Es parte del plan maestro de ciclovías impulsado por esta comuna.
Desde su inicio en avenida Valenzuela Llanos la ciclovía se encuentra dentro del Parque Las Perdices. De norte a sur pasa por importantes hitos de la comuna, como son  la Academia Politécnica Militar,  y la Municipalidad de La Reina, en la intersección con la ciclovía Larraín, a metros del Parque Mahuida.

## Ciclovía intercomunal
Existe el proyecto para alargar esta cliclovía desde la comuna de La Florida, pasando por Peñalolén, La Reina y terminando en Las Condes con un trayecto de 14 km de extensión.